# Erebia macrommata
Erebia macrommata är en fjärilsart som beskrevs av Ruggero Verity 1953. Erebia macrommata ingår i släktet Erebia och familjen praktfjärilar. Inga underarter finns listade i Catalogue of Life.